# متلازمة الوريد الأجوف العلوي
متلازمة الوريد الأجوف العلوي (بالإنجليزية: Superior vena cava syndrome)‏ هي مجموعة من الأعراض الناجمة عن انسداد الوريد الأجوف العلوي، وهو وعاء دموي قصير وواسع يحمل الدم من الدوران إلى القلب. تحدث معظم الحالات بسبب أورام خبيثة داخل المنصف، غالبًا سرطان الرئة واللمفوما اللاهودجكينية، ما يؤدي إلى الضغط على جدار الوريد الأجوف العلوي أو غزوه من قبل ورم. تزداد الأسباب غير الخبيثة انتشارًا بسبب التوسع في استخدام الأجهزة داخل الأوعية الدموية (مثل القساطر الوريدية المركزية الدائمة والناظمة القلبية الاصطناعية ومزيل الرجفان)، ما قد يؤدي إلى حدوث خثار. تشمل الأسباب الأخرى غير الخبيثة أورام المنصف الحميدة، وأم الدم الأبهرية، والالتهابات، والتهاب المنصف التليفي.
من السمات المميزة الوذمة (التورم بسبب زيادة السوائل) في الوجه والذراعين وتورم الأوردة الرادفة في الجزء الأمامي من جدار الصدر. يعد ضيق التنفس والسعال من الأعراض الشائعة جدًا؛ أُبلغ عن صعوبة في البلع في 11% من الحالات، وصداع في 6% من الحالات وصرير (صفير عالي النبرة) في 4% من الحالات. نادرًا ما تكون الأعراض مهددة للحياة، لكن وذمة لسان المزمار يمكن أن تجعل التنفس صعبًا، يمكن أن تسبب وذمة الدماغ قلة اليقظة، وفي أقل من 5% من حالات انسداد الوريد الأجوف العلوي، يتم الإبلاغ عن أعراض عصبية شديدة أو انسداد مجرى الهواء. 

## العلامات والأعراض
يعد ضيق التنفس من أكثر الأعراض شيوعًا، يليه تورم في الوجه أو الذراع. 
فيما يلي الأعراض الشائعة:
- صعوبة في التنفس[5]
- صداع[5]
- تورم الوجه [5]
- انتفاخ وريدي بالرقبة وانتفاخ الأوردة في أعلى الصدر والذراعين [5]
- صداع نصفي (خاصةً إذا كان غير عادي إلى طبيعي)
- انخفاض كبير في سعة الرئة
- تورم الوجه بعد الانحناء/الاستلقاء
- وذمة في الطرف العلوي[5]
- دوار
- سعال
- وذمة (تورم) في الرقبة تسمى طوق ستوكس[6]
- علامة بيمبرتون

عادةً ما تظهر متلازمة الوريد الأجوف العلوي بشكل تدريجي أكثر مع زيادة الأعراض بمرور الوقت إذ تزداد الأورام الخبيثة في الحجم أو درجة الغزو.

## السبب
تحدث أكثر من 80% من الحالات بسبب أورام خبيثة تضغط على الوريد الأجوف العلوي. يشكل سرطان الرئة، الذي عادةً ما يكون من نمط سرطان الخلايا الصغيرة، 75-80% من هذه الحالات، وتمثل اللمفوما اللاهودجكينية، بشكل شائع لمفوما الخلايا البائية الكبيرة المنتشرة، 10-15% من الحالات. تشمل الأسباب الخبيثة النادرة لمفوما هودجكين، وسرطانات النقائل، وابيضاض الدم، والساركومة العضلية الملساء في الأوعية المنصفية، وورم البلازماويات. من المعروف أيضًا أن مرضي الزهري والسل يسببان متلازمة الوريد الأجوف العلوي. يمكن أن تحدث متلازمة الوريد الأجوف العلوي بسبب الغزو الورمي أو الضغط الناتج عن مرض ما أو تشكل خثرة دموية في الوريد نفسه، رغم أن هذه الأخيرة أقل شيوعًا (تشكل نحو 35% من الحالات بسبب استخدام الأجهزة داخل الأوعية الدموية).

## العلاج
تتوفر العديد من طرق العلاج، وتشمل بشكل رئيسي العلاج بالعقاقير والجراحة. تقلل الهرمونات القشرية السكرية (مثل البريدنيزون أو الميثيلبريدنيزولون) من الاستجابة الالتهابية لغزو الورم والوذمة المحيطة به. تعد الهرمونات القشرية السكرية مفيدة للغاية إذا كان الورم يستجيب للعلاج بالستيرويديات، مثل اللمفوما بأنواعها. بالإضافة إلى ذلك، تُستخدم المدرات البولية (مثل فوروسيميد) لتقليل العود الوريدي إلى القلب ما يخفف من الضغط المتزايد.
في الإصابة الحادة، قد تؤدي الدعامات داخل الأوعية الدموية التي توضع من قبل أخصائي الأشعة التدخلية إلى تخفيف الأعراض خلال أقل من 12-24 ساعة مع أدنى حد من المخاطر.

## اقرأ ايضاً
- متلازمة الوريد الأجوف السفلي
- علامة بيمبرتون

## وصلات خارجية
- Superior vena cava syndrome في موقع إي ميديسين
- Wilson LD, Detterbeck FC, Yahalom J (مايو 2007). "Clinical practice. Superior vena cava syndrome with malignant causes". N Engl J Med. ج. 356 ع. 18: 1862–9. DOI:10.1056/NEJMcp067190. PMID:17476012.{{استشهاد بدورية محكمة}}:  صيانة الاستشهاد: أسماء متعددة: قائمة المؤلفين (link)

Randolph HL Wong, Joshua Chai, Calvin SH Ng, et al. Transvenous pacing lead-induced Superior Vena Cava Syndrome: What do we know? (2009). Surgical Practice. ج. 13 ع. 4: 125–126. DOI:10.1111/j.1744-1633.2009.00462.x. {{استشهاد بدورية محكمة}}: الوسيط |title= غير موجود أو فارغ (مساعدة)صيانة الاستشهاد: أسماء متعددة: قائمة المؤلفين (link)
قالب:Vascular diseases